# لون معدني

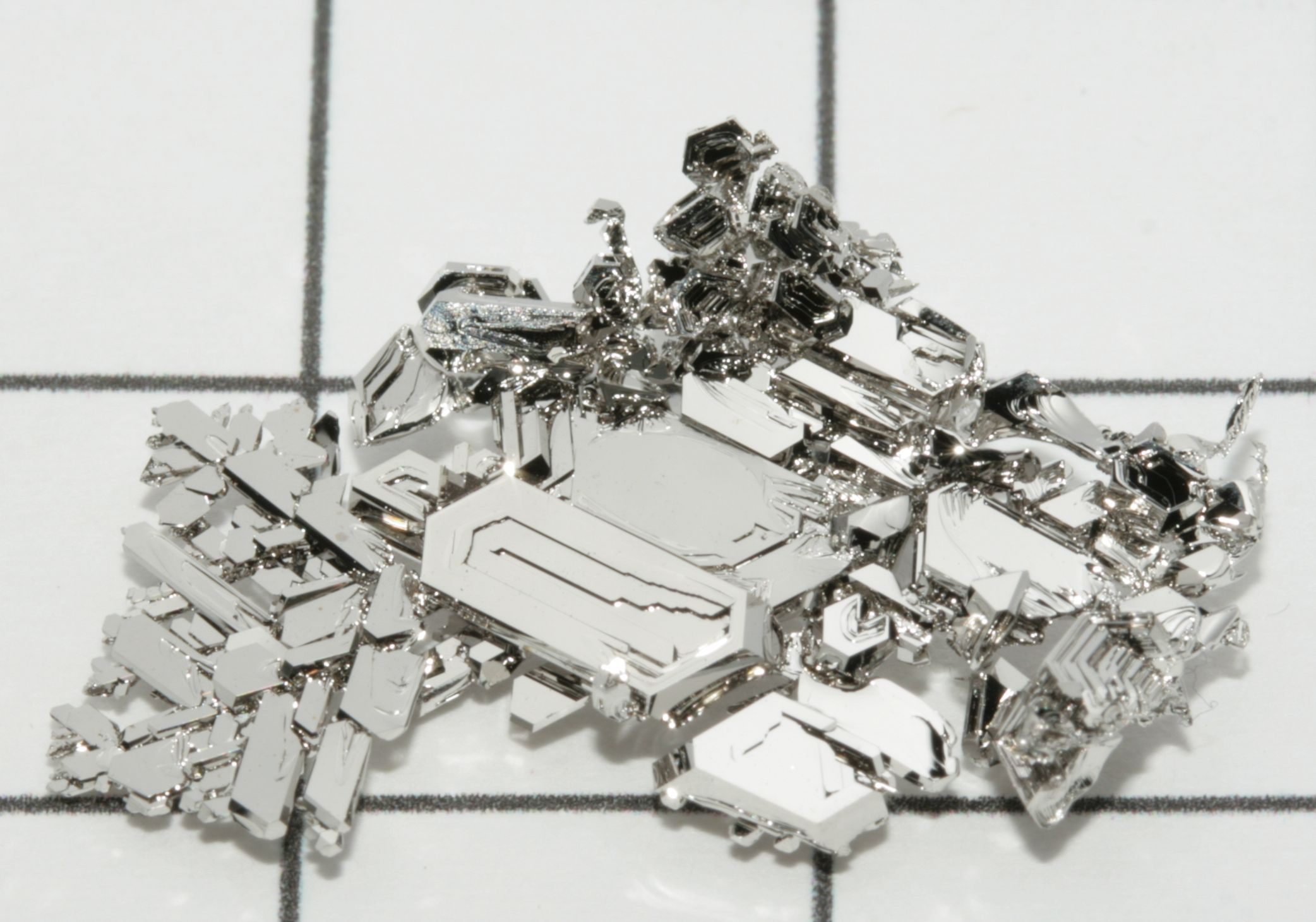
بلورات البلاتين

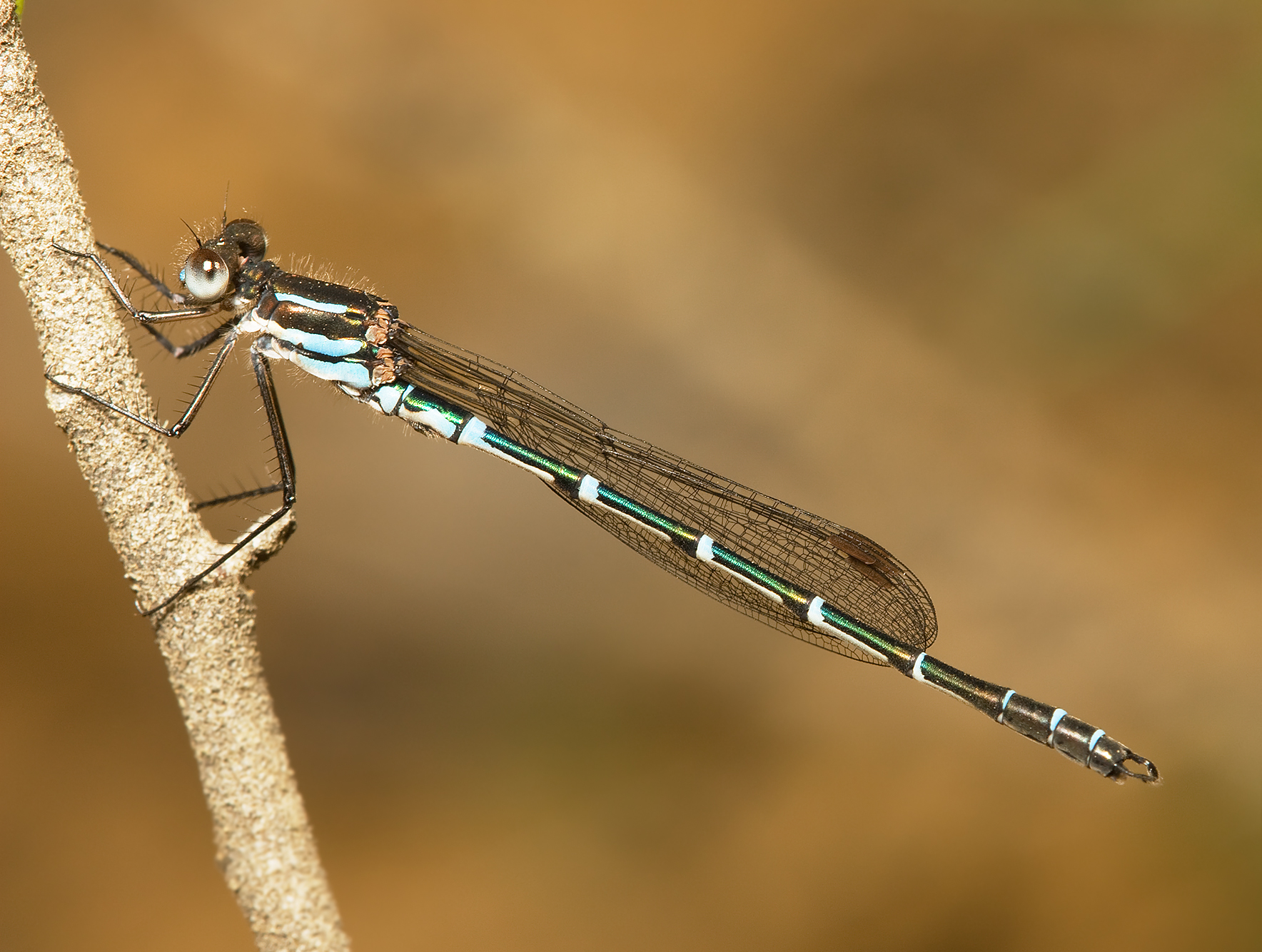
يُعرف يعسوب الذيل معدني الحلقات (الاسم العلمي: Austrolestes cingulatus) بلونه المعدني والذي يتكون بشكل طبيعي.

اللون المعدني (بالانجليزية: Metallic color - بحيث ان ميتاليك تعني معدني) هو اللون الذي يظهر بلون معدني مصقول. إن الإحساس البصري المرتبط عادة بالمعادن هو لمعانها المعدني. لا يمكن إنتاج هذا اللمعان بلون اساسي بسيط؛ لأن التأثير اللامع هو نتيجة سطوع المادة مع اختلاف زاوية السطح بالنسبة لمصدر الضوء. بالإضافة إلى ذلك، لا توجد آلية لإظهار الألوان المعدنية أو الفلورية على جهاز كمبيوتر دون اللجوء إلى استعمال برنامج الذي يحاكي انعكاس الضوء على سطح لامع. وبالتالي في مجال الفن وفي تحضير شعارات النبالة؛ عادة ما يتم استخدام طلاءً معدني يلمع مثل المعدن الحقيقي. 
على سبيل المثال، لإنشاء لوحة فنية التي تعطي انطباعًا عن وجود الذهب في اللوحة، يتم استخدام طلاء معدني يلمع بشكل مشابه للذهب الحقيقي؛ اللون الاساسي العادي والذي يدعى باللون الصلب لا يظهر كذهب بشكل فني. خاصة في الفن المقدس في الكنائس المسيحية، يتم استخدام الذهب الحقيقي (كالصفائح الذهبية) لرسم الذهب في اللوحات، على سبيل المثال، رسم هالة القديسين. يمكن أيضًا نسج الذهب في صفائح من الحرير لإعطاء مظهر شرق آسيوي تقليدي. يستخدم طلاء الذهب المعدني اللامع في الأساليب الفنية الأكثر حداثة، مثل الفن الجديد. ولكن يتم إضافة المنظر المعدني النهائي لهذه الطلاءات باستخدام مسحوق الألمنيوم الناعم وصبغة طلاء بدلاً من الذهب الحقيقي. 
لا يقتصر استخدام الألوان المعدنية على تلك الألوان التي تظهر وكانها مشابهة بمنظر المعادن الفعلي. أحد الاستخدامات الحديثة الشائعة للألوان المعدنية هو عملية طلاء السيارات، التي يستخدم بها الطلاء المعدني لتحقيق لمعان معين. هذه الألوان، «مصنوعة من مزيج من صبغات مختلفة ورقائق الألومنيوم التي لها أوزان مختلفة وأحجام جسيمات مختلف». تقوم شركات صناعة اقلام التلوين بتصنيع عدة منتوجات احيانا التي تكون عبارة عن اقلام تلوين «معدنية»، بحيث تحتوي هذه الاقلام التلوينية على جزيئات صغيرة من البريق لتحقيق تأثير لمعان مشابه لتأثير اللمعان المعدني الحقيقي. 